# حالا یکی هم من بگم
حالا یکی هم من بگم (انگلیسی: Now I'll Tell One) یک فیلم کوتاه کمدی آمریکایی است که در سال ۱۹۲۷ منتشر شد. نیمهٔ اول فیلم، یک فیلم گمشده است و تنها بخش دوم آن موجود است.

## بازیگران
- چارلی چیس
- ادنا ماریون
- استن لورل
- اولیور هاردی
- ویلسون بنج
- می والاس
- لینکلن پلامر
- ویل والینگ